# Oden-klass
Oden-klass var en klass av pansarskepp i svenska flottan. Klassen bestod av tre fartyg; Oden, Thor och Niord. Deras huvudbestyckning utgjordes av två 25,4 cm kanoner i två enkeltorn, ett i fören och ett i aktern, och den sekundära bestyckningen av sex (på Oden fyra) 12 cm kanoner i kasematter midskepps. Oden var det första fartyget i klassen och sjösattes den 9 mars 1896, följt av Thor den 7 mars 1897 och Niord den 30 mars 1898. Under första världskriget genomfördes en omfattande ombyggnad då bland annat nya pannor installerades och skorstenarna byggdes samman. Fartygen utrangerades åren 1937-39. Oden och Thor skrotades i Karlskrona 1944 medan Niord användes en tid som målfartyg innan hon höggs upp 1945.

## Bakgrund och tillkomst
I början av 1880-talet började den svenska örlogsflottan återuppbyggas efter ett svaghetstillstånd som varat i flera årtionden. Vid samma tid försåg stormakterna sina flottor med stora oceangående slagskepp bestyckade med grovt artilleri. Men fartyg av den typ som stormakterna hade var dyra och deras stora djupgående gjorde dem illa lämpade för den grunda svenska skärgården. Behovet av tunga artillerifartyg anpassade för svenska förhållanden ledde till utvecklandet av pansarbåten Svea, som sjösattes 1885. Hon fick ett nästan dubbelt så stort fribord som tidigare svenska pansarfartyg, vilket gav henne möjlighet att verka både ute till havs och i kustnära vatten.
Med två 25 cm kanoner i ett förligt dubbeltorn hade Svea, trots sitt relativt begränsade deplacement på 3 200 ton, en eldkraft som väl kunde mäta sig med ett samtida brittiskt slagskepp. Inom kort beställdes två andra fartyg av samma typ, vilka döptes till Göta och Thule och sjösattes 1889 respektive 1893. Flottan förfogade därmed för första gången på nära 30 år över en stark kärna av oceangående örlogsfartyg, som kunde möta en anfallande fiende bortom den egna kustlinjen, något som hade varit svårt för en flotta av grundgående monitorer och kanonbåtar.

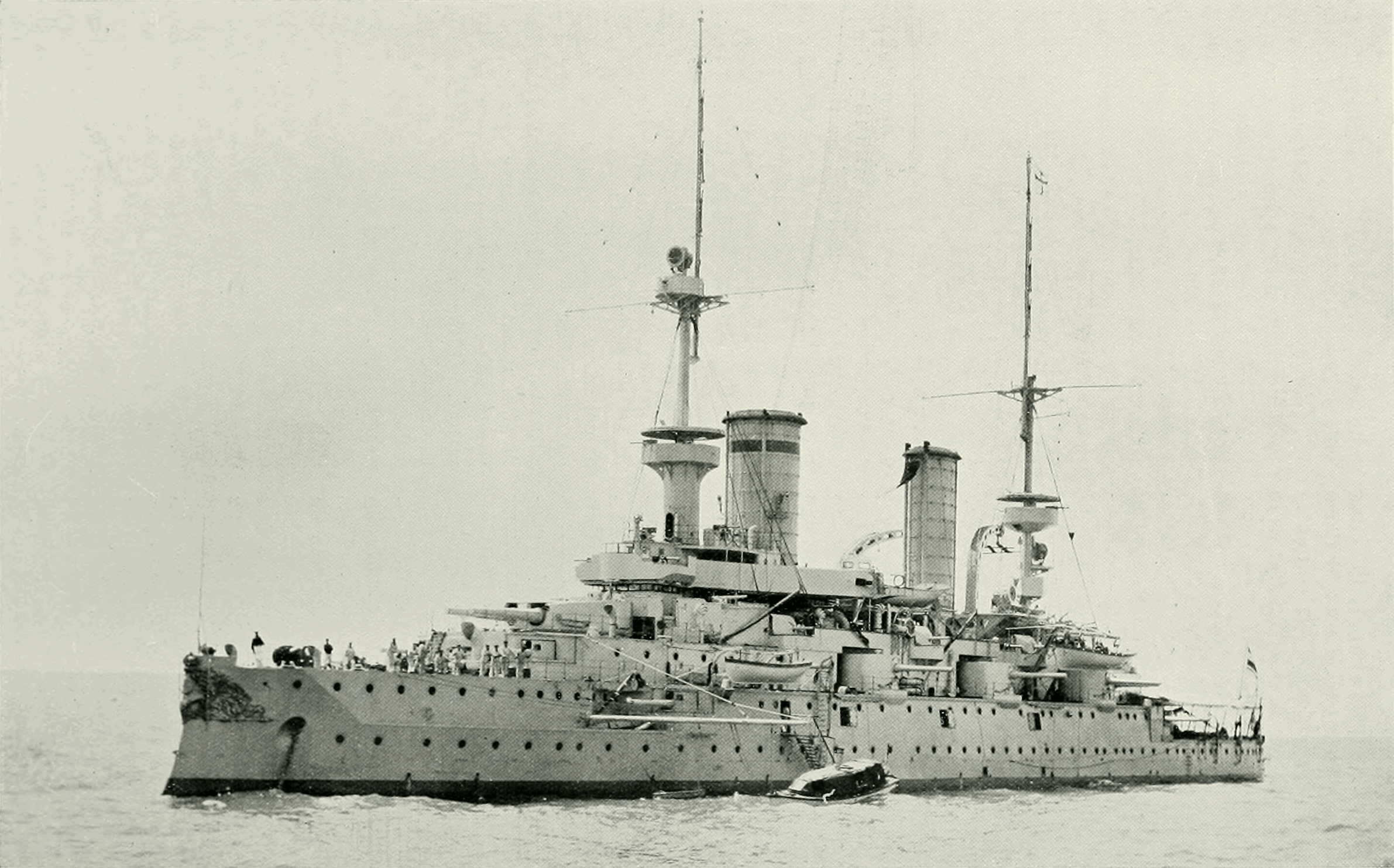
Det tyska slagskeppet Kaiser Friedrich III, sjösatt 1896.

1892 tillsattes en sjökrigsmaterielkommitté under ledning av fartygskonstruktören Göthe Wilhelm Svenson för att framlägga förslag till en ny pansarbåtstyp. Kommittén föreslog en konstruktion som skilde sig på flera sätt från Svea-klassen. De största skillnaderna var en uppdelning av det tunga artilleriet på två enkeltorn och det medeltunga artilleriets övergång till snabbskjutande pjäser, med en minskning av kalibern från 15,2 cm till 12 cm. 1894 och 1895 beviljade riksdagen medel till en ny pansarbåt som fick namnet Oden.
Förändringar i det militärpolitiska läget vid Östersjön, främst den fortgående kapprustningen mellan Ryssland och Tyskland, skapade dock oro i Sverige. Åren 1895-1901 förstärkte Tyskland sin örlogsflotta med fem nya slagskepp av Kaiser Friedrich III-klass. Med en bestyckning av fyra 24 cm och arton 15 cm kanoner, skulle de utgöra ett ansenligt hot mot Sverige i händelse av ett svenskt-tyskt krig. Hotbilden accepterades av riksdagen och 1896 anslogs pengar till två systerfartyg till Oden, vilka döptes till Thor och Niord.

## Utformning

### Skrov
Fartygen var byggda i nitat stål och hade snarlika dimensioner. Skroven liknade Svea-skeppens men var något större för att kunna bära det nya artilleriet. Odens skrov var 84,78 meter långt i vattenlinjen, 14,62 meter brett och hade ett djupgående på 5,1 meter. I likhet med de tre tidigare pansarbåtarna hade det inga sidoventiler, något som däremot infördes på systerfartygen. Förskeppet var utformat med en ramm i stäven. Detta var ett vapen som visat sitt värde bland annat under amerikanska inbördeskriget 1861–1865 och i sjöslaget vid Lissa 1866 mellan Italien och Österrike, då det österrikiska flaggskeppet SMS Ferdinand Max rammade och sänkte den italienska pansarfregatten Re d'Italia.
För att öka fartygets flytförmåga i händelse av träffar var skrovet indelat i cirka 200 vattentäta celler. Undervattenskroppen utformades med uppskurna för- och akterskepp, vilket ökade manöverförmågan. Oden hade ett standarddeplacement på 3 500 ton, som vid fulla förråd ökade till 3 715 ton. Thor och Niord var något lättare än systern med ett standarddeplacement på 3 328 ton och ett maximalt deplacement på 3 720 ton.

### Pansar

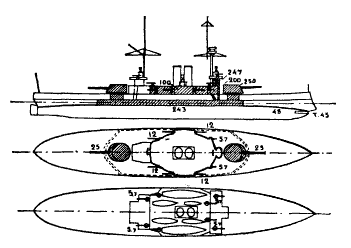
Ritning över Oden med pansarets tjocklek och kanonernas kalibrar angivna i cm.

Med internationella mått fick Oden-klassen ett tämligen gott pansarskydd. Pansarstålet på Oden var av två typer; ett grövre nickelstålpansar som levererades från det franska företaget Schneider & Co i Le Creusot, och ett tunnare som tillverkades i Sverige av Bofors-Gullspång. Det förstnämnda skyddade fartygens kanontorn, stridstorn och vattenlinje. Det sistnämnda omgav kasematten och bildade pansardäcket. Pansarbältet i vattenlinjen var 1,48 meter högt och löpte över en 50 meter lång sträcka mellan huvudartilleriets barbetter. Bältets maximala tjocklek var 24,3 cm.
25 cm kanonernas barbetter skyddades av 24,7 cm pansarplåt. Det rörliga tornet hade 20 cm pansar runtom och 30 mm i taken. 12 cm pjäserna i kasematten var försedda med 10 cm tjock pansarplåt och stridstornet med 24,7 cm pansar. Ett 49 mm tjockt pansardäck bildade tillsammans med pansarklädda skott ett pansrat citadell kring fartygets maskinutrymmen och ammunitionsdurkar.
Thor och Niord hade ett delvis annorlunda pansarskydd än Oden. Nickelstålet producerades av det brittiska företaget John Brown & Company i Sheffield. Genom en tillverkningsmetod kallad harveysering, efter den amerikanske ingenjören Hayward A. Harvey, som utvecklats efter att Oden sjösatts, kunde pansarplåten göras tunnare och fortfarande ge samma skydd som det äldre pansaret. Thor och Niord kunde därmed få ett lika effektivt pansarskydd som systerfartyget fast till betydligt lägre vikt. I likhet med systern hade vattenlinjebältet en maximal tjocklek på 24 cm. Huvudartilleriets barbetter omgärdades av 20 cm tjockt pansar och de rörliga tornen av 19 cm i sidorna och 30 mm i taken. Stridstornet omgavs av 19 cm pansarplåt och de sex 15 cm kanonerna i kasematten av 10 cm. Pansardäcket bestod av två 24,74 mm tjocka lager plåt med en sammanlagd tjocklek på 49,5 mm.

## Maskineri
Oden-skeppen var bland de första svenska örlogsfartygen att förses med trippelexpansionsmaskiner. Framdrivningsmaskineriet var i stort sett identiskt på alla tre systerfartygen. Sex cylindriska eldrörpannor av märket Admiralty i två eldrum levererade ånga till två stående trecylindriga trippelexpansionsmaskiner, som drev varsin av fartygens två propellrar. Maskineriet utvecklade en sammanlagt effekt av 5 330 indikerade hästkrafter, vilket möjliggjorde en konstruktionsfart på cirka 15 knop och gav fartygen en räckvidd på 2 500 nautiska mil vid 10 knops fart. Maskinerna till Oden och Thor tillverkades på Bergsunds Mekaniska verkstad i Stockholm, och Niords levererades från Motala verkstad vid Göta kanal.

## Bestyckning

### Huvudbeväpning

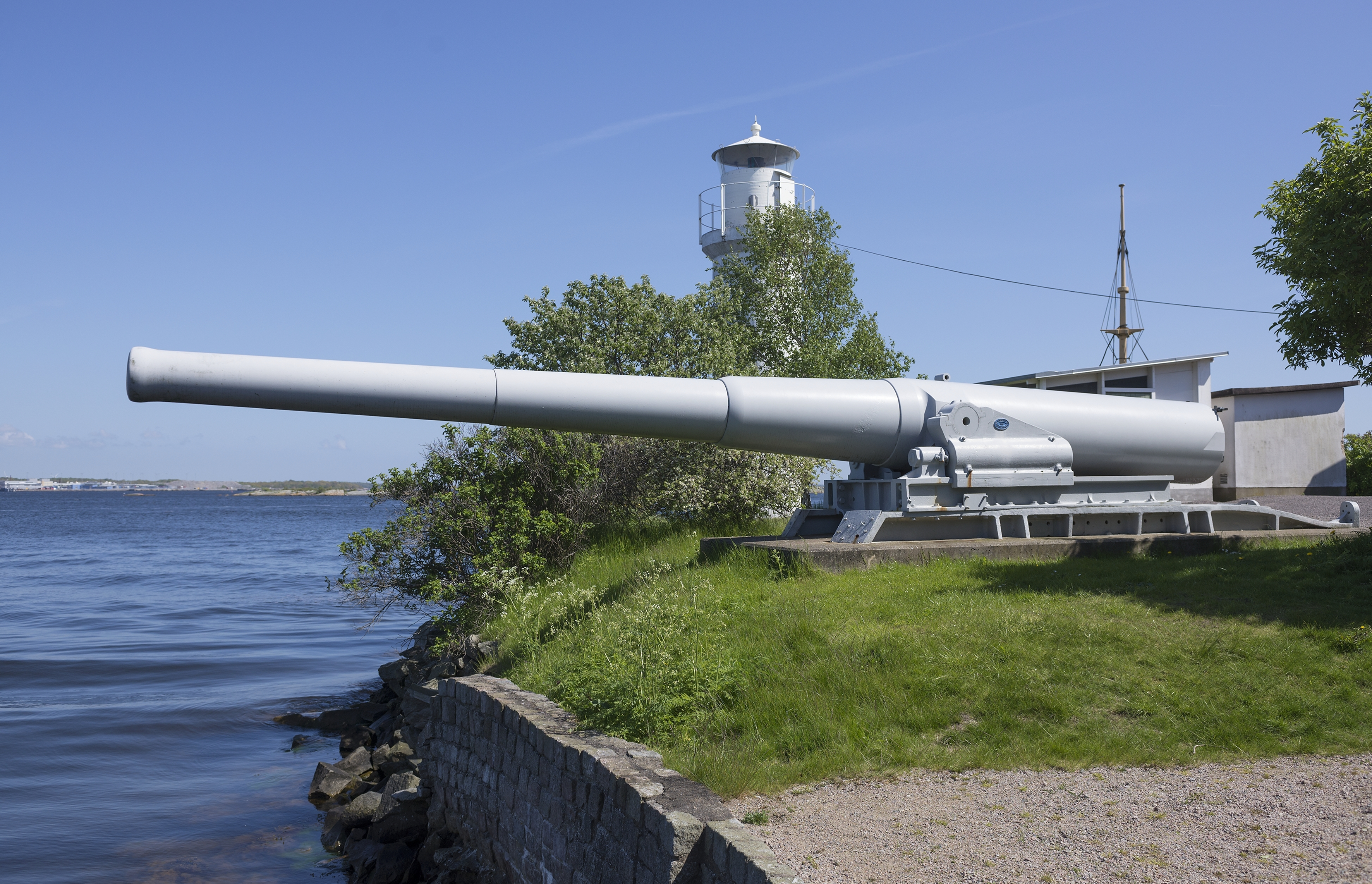
Niords aktra 25,4 cm kanon på Stumholmen i Karlskrona.

Oden-klassens huvudbestyckning var i allt väsentligt densamma som Svea-skeppens. Marinen hade varit nöjd med de tidigare fartygens 25,4 cm kanoner och beslöt att behålla denna kaliber. Det var också praktisk att kunna använda samma ammunition. Däremot fann man inte pjäsernas uppställning i ett enda torn tillfredsställande, då deras bestrykningsvinklar begränsades till 30° på grund av överbyggnaden bakom. Dessutom fanns hela tiden risken att båda kanonerna skulle göras obrukbara av en enda olycklig granatträff.  Oden-klassens grova artilleri delades därför upp på två enkeltorn i långskeppslinjen.
Det ena var uppställt i fören och det andra i aktern. På detta vis kunde eld avges i alla riktningar, åtminstone med en pjäs. Det blev också möjligt att bekämpa två mål samtidigt. Den förliga kanonen hade en bestrykningsvinkel på 272° medan bestrykningsvinkeln för den aktra pjäsen var 298°. En väsentlig skillnad gentemot föregångarna var att Oden-skeppens tornvridning skedde med hjälp av elektriska motorer istället för med ångkraft.
För att underlätta riktandet av kanonerna och göra langningen av ammunition från durkarna till pjäserna säkrare var fartygen mycket välbalanserade. Tyngdpunkten placerades i lodlinjen genom svängningscentrum, vilket gjorde skroven till mycket effektiva artilleriplattformar, som inte krängde ens om båda kanonerna riktades och gav eld åt samma håll.
På grund av begränsningar inom den svenska kanonindustrin bestämdes det att Oden-klassens tunga artilleri skulle importeras från utlandet. Som leverantör till Oden och Thor valdes en fransk firma, den i Le Havre baserade Société Anonyme des Forges et Chantiers de la Méditerranée (FCM). När det blev aktuellt med beställningarna till Niord anmälde dock det svenska företaget Bofors-Gullspång sitt intresse. Marinförvaltningen tvivlade först på brukets förmåga att tillgodose produktionskraven, eftersom företaget inte kunde framställa så stora göt som behövdes. Men sedan Bofors fått hjälp av riksdagen och stålblock köpts in från Storbritannien kunde pjäserna slutligen tillverkas i Sverige. Odens 25 cm kanoner fick modellbeteckningen m/1894A, Thors m/1894B och Niords svensktillverkade pjäser m/1894C.

### Sekundärbeväpning

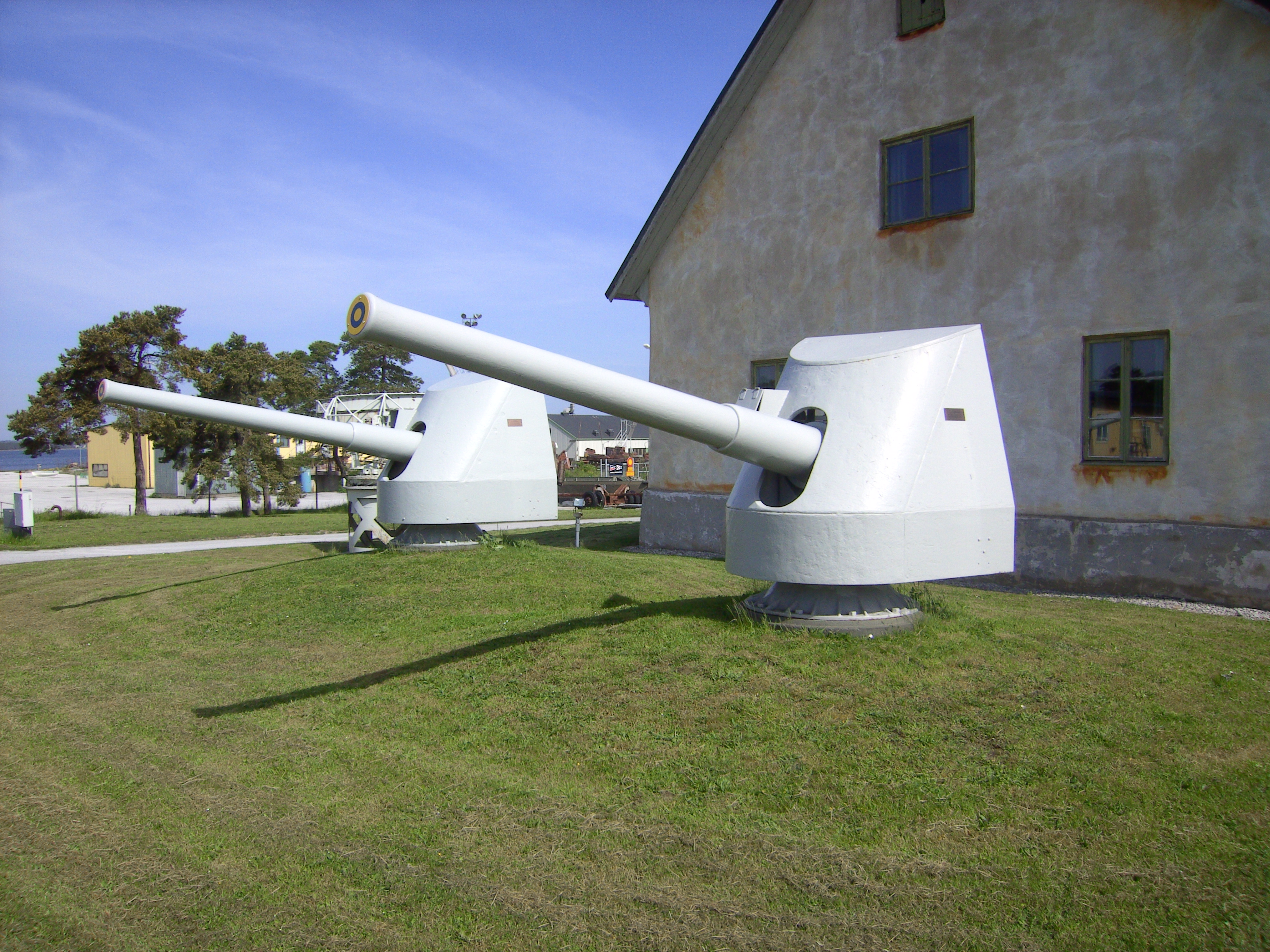
Två 12 cm kanoner m/94 utanför Gotlands kustartilleriregementes kasern i Fårösund.

Erfarenheter bland annat från första kinesisk-japanska kriget 1894 hade visat nödvändigheten av att förse de medeltunga kanonerna med effektivt pansarskydd. På grund av den viktökning som därigenom uppstod tvingades man minska kalibern från 15 cm, som de tidigare pansarbåtarna haft, till 12 cm.
Pjästypen som Oden-klassen fick hade modellbeteckningen m/1894. Till skillnad från de grova kanonerna tillverkades samtliga av dessa  av Bofors. Bakladdningsmekanismen till kanonerna utvecklades av artillerikonstruktören Arent Silfversparre. Pjäserna kunde höjd- och sidriktas separat och hade en för tiden mycket stor skottvidd på cirka 8 000 meter. Kaliberminskningen kompenserades genom högre eldhastighet. Den nya kanonen kunde avfyra 8-10 skott per minut när föregångaren endast hunnit med tre. Den maximala eldhastigheten låg på 12 skott i minuten, varför pjästypen fick beteckningen "snabbskjutande".
Sekundärartilleriet på Oden bestod av fyra 12 cm kanoner som placerades i en pansarklädd kasematt midskepps, med två pjäser på vardera sida. På systerfartygen innebar den lättare bepansringen att antalet 12 cm pjäser kunde ökas till sex.

### Antitorpedbåtsvapen och kulsprutor
I slutet av 1800-talet betraktades torpedbåtar som ett allvarligt hot mot de stora pansarfartygen. Räckvidden för dåtidens torpeder var kort, varför man fruktade att de små torpedbåtarna skulle utnyttja sin överlägsna fart till att anfalla överraskande på nära håll. Luckan mellan pansarfartyget och den anfallande torpedbåten skulle då vara så liten att fartygets huvud- och sekundärbestyckning inte kunde användas effektivt. För att motverka ett sådant anfall försågs Oden-klassen med ett stort antal lätta kanoner och kulsprutor. På Oden placerades fyra snabbskjutande 57 mm kanoner m/1889B inom pansarkasematten i överbyggnaden. På systerfartygen ökades antalet pjäser till tio, av vilka sex ställdes upp i överbyggnaden och två på vardera den förliga och aktra bryggan. 
57 mm kanonerna hade en maximal räckvidd på 5 000 meter och kunde avfyra en 2,722 kilo tung granat med en utgångshastighet på 705 meter i sekunden. Den maximala eldhastigheten var 35 skott  per minut. På Oden kompletterades de fyra 57 mm pjäserna av sex 47 mm kanoner m/1895, uppställda i samma arrangemang som 57 mm kanonerna på systerfartygen. I märsen på militärmasten hade alla tre fartygen två 8 mm kulsprutor m/1895 av typen Maxim-Nordenfelt. Dessutom förde fartygens två ångslupar varsin 25 mm kulspruta m/1884.

### Torpeder
Samtliga av Oden-skeppen utrustades med en 45,7 cm undervattenstorpedtub som monterades i förstäven tätt under rammen.

## Moderniseringar
I september 1901 råkade Oden ut för en allvarlig grundstötning. I samband med reparationsarbetet gjordes ändringar i hennes bestyckning. De två aktra 57 mm kanonerna togs bort från kasematten och flyttades upp på överbyggnaden. I deras ställe installerades ytterligare två 12 cm kanoner. Oden fick på detta sätt samma medeltunga artilleri som sina systrar. Året därpå försågs Thor och Niord med slingerkölar för att motverka rullning.

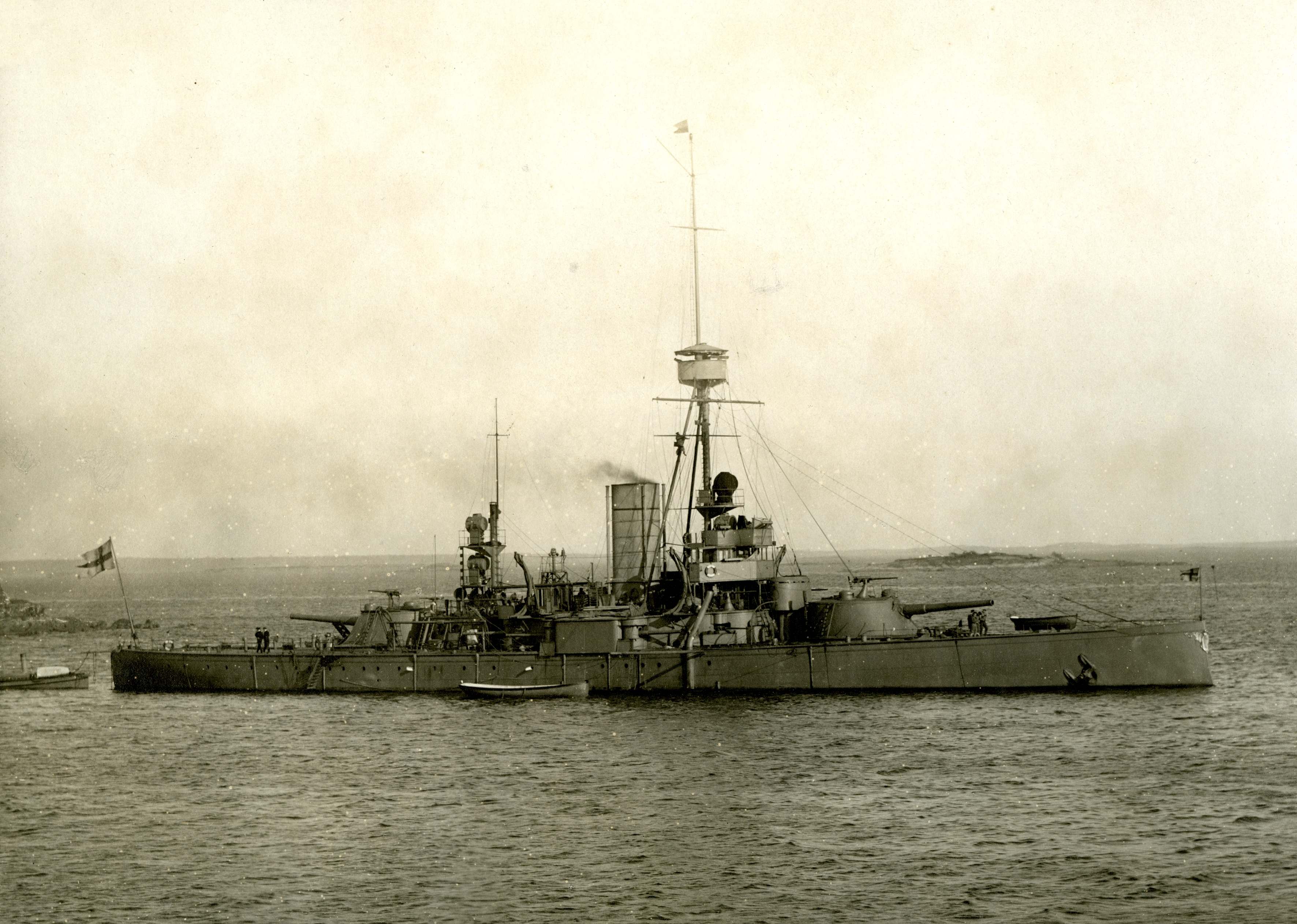
Oden efter ombyggnaden 1914-15. Fartygets två skorstenar har nu byggts samman till en.

Oden-skeppen byggdes under en tid då den sjökrigsmateriella utvecklingen framsked i mycket snabb takt. Vid första världskrigets utbrott 1914 stod det klart att fartygen var i behov av en omfattande modernisering. Åren 1914-17 togs de in till Karlskronavarvet för ombyggnad. Oden var det först att moderniseras, följd av Thor och slutligen Niord. Manöverbryggan flyttades något akteröver så att sikten från stridstornet blev bättre. Den kraftiga militärmasten ersattes av en lättare trebensmast akter om bryggan, som uppbar en lätt märs och ett signalrå. Den aktra masten avkortades. Nya pannor installerades och rökupptagen drogs samman i en enda, bredare skorsten. Fartygens maxfart kunde därmed höjas något. Vissa ändringar gjordes också i bestyckningen. Stävtorpedtuberna togs bort och de sista två 57 mm kanonerna i kasematten flyttades upp på överbyggnaden. De två 57 mm kanonerna som redan stod i överbyggnaden byttes ut mot två modernare pjäser av samma kaliber.

## Klassens fartyg
Klassen omfattade tre fartyg:
- Oden sjösattes den 9 mars 1896 och levererades till marinen den 9 juni 1897. Hon utrangerades den 16 juli 1937 och skrotades på Karlskrona örlogsvarv 1944.
- Thor sjösattes den 7 mars 1897 och levererades till marinen den 29 juni 1899. Hon utrangerades den 16 juli 1937 och skrotades samtidigt som Oden i Karlskrona.

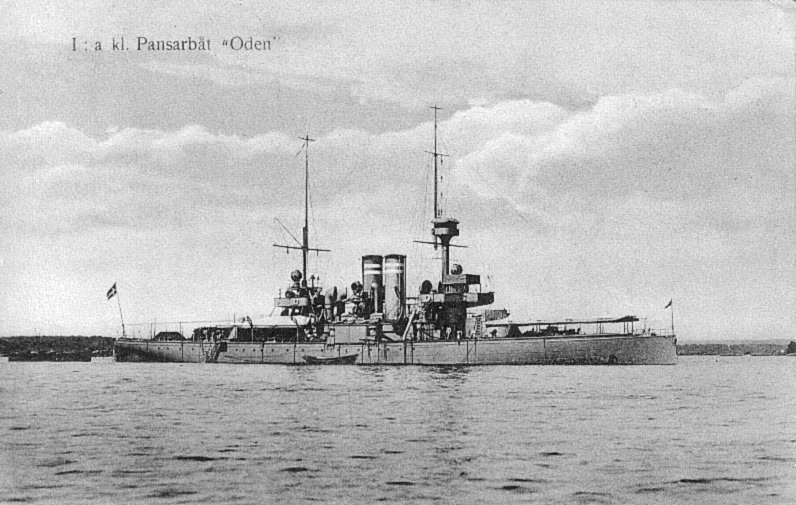
Niord sjösattes den 30 mars 1898 och levererades den 23 februari 1899. Niord utrangerades som stridande enhet 1922 och användes åren 1926–39 som logementsfartyg för skeppsgossekåren i Marstrand. 1944 utrangerades hon slutgiltigt för att skrotas följande år.  - Oden i ursprungligt skick. Samtida vykort
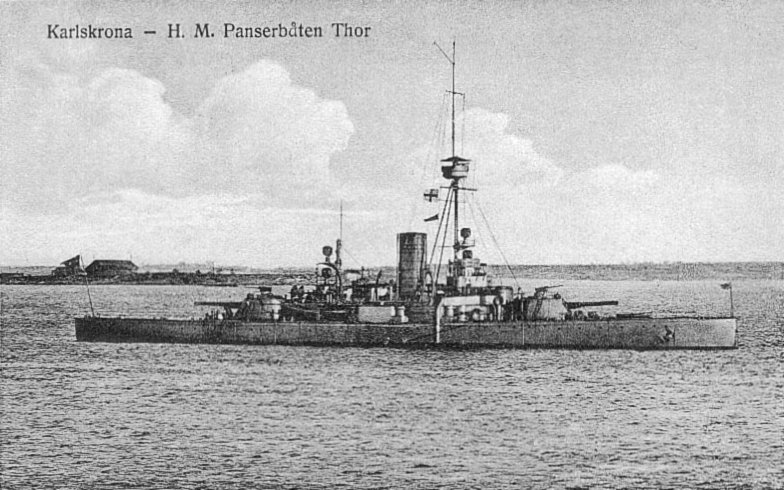
Thor efter ombyggnaden 1915-16. Samtida vykort.
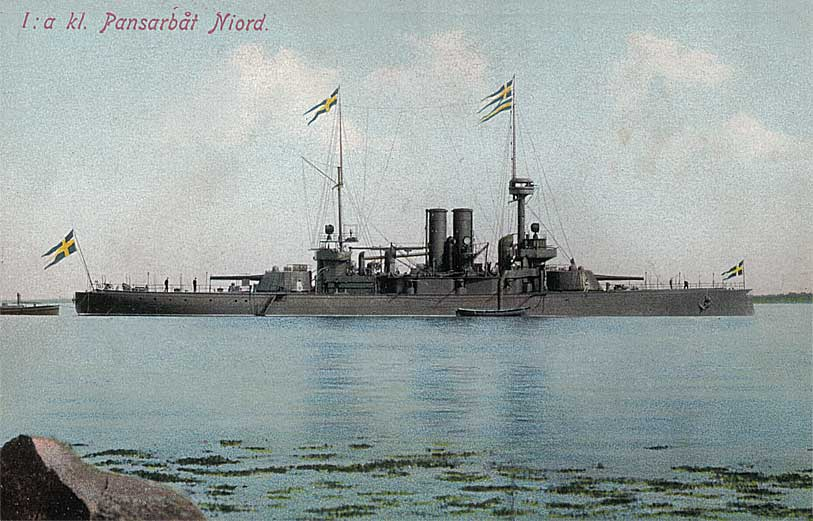
Niord i sitt ursprungliga skick. Samtida vykort.
  - Thor efter ombyggnaden 1915-16. Samtida vykort.
  - Niord i sitt ursprungliga skick. Samtida vykort.